# Storabborrtjärnen (Anundsjö socken, Ångermanland, 706654-158776)
Storabborrtjärnen är en sjö i Örnsköldsviks kommun i Ångermanland och ingår i Moälvens huvudavrinningsområde. Sjön har en area på 0,151 kvadratkilometer och ligger 306,9 meter över havet. Storabborrtjärnen ligger i Pengsjökomplexet Natura 2000-område.

## Delavrinningsområde
Storabborrtjärnen ingår i det delavrinningsområde (706703-158763) som SMHI kallar för Utloppet av Storabborrtjärnen. Medelhöjden är 308 meter över havet och ytan är 0,84 kvadratkilometer. Det finns inga avrinningsområden uppströms utan avrinningsområdet är högsta punkten. Vattendraget som avvattnar avrinningsområdet har biflödesordning 4, vilket innebär att vattnet flödar genom totalt 4 vattendrag innan det når havet efter 106 kilometer. Avrinningsområdet består mestadels av sankmarker (69 procent). Avrinningsområdet har 0,15 kvadratkilometer vattenytor vilket ger det en sjöprocent på 17,7 procent.